# Moritz Reiter
Moritz Reiter (Alemania, 1981/1982) es un árbitro de baloncesto alemán de FIBA y Euroliga.

## Trayectoria
En su etapa de jugador, en el TG Sandhausen, jugó en etapas de juvenil, cuando ya estuvo activo como árbitro en formación. En 2003 fue ascendido a la Basketball Bundesliga. En agosto de 2007, Reiter fue designado por primera vez como árbitro en un partido internacional. Actualmente también dirige partidos de Euroliga y Eurocup.

## Temporadas
| Categoría             | País     | Año               |
| --------------------- | -------- | ----------------- |
| Basketball Bundesliga | Alemania | 2003 - Actualidad |
| FIBA                  | Mundo    | 2007 - Actualidad |
| Euroliga              | Europa   | ? - Actualidad    |